# Piramidă octogonală
În geometrie o piramidă octogonală este o  piramidă cu o bază octogonală la care sunt atașate opt fețe în formă de triunghiuri isoscele, care se întâlnesc într-un vârf (apexul). Având 9 fețe, este un eneaedru. Ca orice piramidă, este autoduală.
O piramidă octogonală regulată dreaptă este una care are ca bază un octogon regulat, iar apexul este exact deasupra centrului bazei. Apexul, centrul bazei și oricare alt vârf formează un triunghi dreptunghic. O astfel de piramidă are simetria C8v.

## Formule pentru piramida regulată dreaptă
Ca la toate piramidele, aria totală A este aria bazei Ab plus aria laterală Alat, iar volumul V este o treime din produsul dintre aria bazei și înălțimea (distanța dintre bază și apex) h.
Pentru o piramidă cu baza octogonală regulată cu latura a aria A are formula:
{\displaystyle A=A_{b}+A_{lat}=2({\sqrt {2}}+1)\,a^{2}+4a{\sqrt {{\frac {3+2{\sqrt {2}}}{4}}a^{2}+h^{2}}}}
Pentru a = 1 și h = 1 aria este ≈ 11,0984916.
Formula volumului V este:
{\displaystyle V={\frac {A_{b}h}{3}}={\frac {2({\sqrt {2}}+1)}{3}}\,a^{2}h}
Pentru a = 1 și h = 1 volumul este ≈ 1,6094757.

## Poliedre înrudite
| Piramide regulate | Piramide regulate | Piramide regulate | Piramide regulate | Piramide regulate | Piramide regulate | Piramide regulate | Piramide regulate | Piramide regulate |
| Digonală          | Triunghiulară     | Pătrată           | Pentagonală       | Hexagonală        | Heptagonală       | Octogonală        | Eneagonală        | Decagonală...     |
| Improprie         | Regulată          | Echilaterale      | Echilaterale      | Isoscele          | Isoscele          | Isoscele          | Isoscele          | Isoscele          |
| ----------------- | ----------------- | ----------------- | ----------------- | ----------------- | ----------------- | ----------------- | ----------------- | ----------------- |
|                   |                   |                   |                   |                   |                   |                   |                   |                   |
|                   |                   |                   |                   |                   |                   |                   |                   |                   |